# زيراوي
الزيراوي ، رفيس زيراوي، هو صنف محلي من الرفيس خاص بمناطق شرق الجزائر، وخاصة في قسنطينة والأوراس.

## المكونات والتحضير
وهو طبق حلو مصنوع من السميد المطبوخ على شكل كسرة مسطحة وصلبة، ثم يسحق للحصول على عجينة رقيقة منقوعة في العسل والسمن ومرشوش بالمكسرات المطحونة.

## التقليد
وهو طبق تقليدي في منطقة الأوراس يُعد في الاحتفالات وحفلات الزفاف والمهرجانات والختان.
اعتمادًا على مناطق الأوراس، يقوم بعض الأشخاص بتقطيع كعك الخبز بمزيج من التمر خلال يناير.
وفي إشمول، يُقدم الطبق خلال الأعياد الدينية الإسلامية.
خلال مهرجان ثيفسوين الربيعي في منة في منطقة الأوراس، يُحضر الزيراوي أساسًا من اللوز المطحون والعسل ويعتبر حلوى.
من إغزر أملال إلى وادي بلزمة، يُقدم الزيراوي والبغرير والبسيسة بعد العشاء وخلال النهار، تقليدًا في جبال الأوراس.